# Cryptonus truncatus
Cryptonus truncatus är en kräftdjursart som beskrevs av Schultz 1977. Cryptonus truncatus ingår i släktet Cryptonus, ordningen gråsuggor och tånglöss, klassen storkräftor, fylumet leddjur och riket djur.
Artens utbredningsområde är Södra Ishavet. Inga underarter finns listade i Catalogue of Life.